# Tarachidia neomexicana
Tarachidia neomexicana là một loài bướm đêm trong họ Noctuidae.